# Taekwondo a 2012. évi nyári olimpiai játékokon (kvalifikáció)

## Kvalifikált országok

### Férfi légsúly (-58kg)
16 nemzet 16 versenyzője kvalifikálta magát.
| - Algéria (ALG) (1) - Ausztrália (AUS) (1) - Costa Rica (CRC) (1) - Dél-Korea (KOR) (1) - Dominikai Köztársaság (DOM) (1) - Egyiptom (EGY) (1) - Jemen (YEM) (1) - Kazahsztán (KAZ) (1) | - Kolumbia (COL) (1) - Mexikó (MEX) (1) - Oroszország (RUS) (1) - Spanyolország (ESP) (1) - Svédország (SWE) (1) - Tajvan (TPE) (1) - Thaiföld (THA) (1) - Vietnám (VIE) (1) |

### Férfi pehelysúly (-68kg)
16 nemzet 16 versenyzője kvalifikálta magát.
| - Afganisztán (AFG) (1) - Brazília (BRA) (1) - Egyesült Államok (USA) (1) - Irán (IRI) (1) - Jordánia (JOR) (1) - Közép-afrikai Köztársaság (CAF) (1) - Lengyelország (POL) (1) - Mexikó (MEX) (1) | - Nagy-Britannia (GBR) (1) - Nigéria (NGR) (1) - Peru (PER) (1) - Szerbia (SRB) (1) - Törökország (TUR) (1) - Ukrajna (UKR) (1) - Új-Zéland (NZL) (1) - Üzbegisztán (UZB) (1) |

### Férfi váltósúly (-80kg)
16 nemzet 16 versenyzője kvalifikálta magát.
| - Afganisztán (AFG) (1) - Argentína (ARG) (1) - Azerbajdzsán (AZE) (1) - Egyesült Államok (USA) (1) - Egyiptom (EGY) (1) - Hollandia (NED) (1) - Irán (IRI) (1) - Kanada (CAN) (1) | - Kirgizisztán (KGZ) (1) - Marokkó (MAR) (1) - Nagy-Britannia (GBR) (1) - Örményország (ARM) (1) - Olaszország (ITA) (1) - Spanyolország (ESP) (1) - Tádzsikisztán (TJK) (1) - Új-Zéland (NZL) (1) |

### Férfi nehézsúly (+80kg)
16 nemzet 16 versenyzője kvalifikálta magát.
| - Dél-Korea (KOR) (1) - Gabon (GAB) (1) - Görögország (GRE) (1) - Jamaica (JAM) (1) - Kanada (CAN) (1) - Kína (CHN) (1) - Kuba (CUB) (1) - Mali (MLI) (1) | - Nigéria (NGR) (1) - Olaszország (ITA) (1) - Oroszország (RUS) (1) - Nyugat-Szamoa (SAM) (1) - Szlovénia (SLO) (1) - Tádzsikisztán (TJK) (1) - Törökország (TUR) (1) - Üzbegisztán (UZB) (1) |

### Női légsúly (-49kg)
16 nemzet 16 versenyzője kvalifikálta magát.
| - Argentína (ARG) (1) - Guatemala (GUA) (1) - Horvátország (CRO) (1) - Japán (JPN) (1) - Jordánia (JOR) (1) - Kína (CHN) (1) - Közép-afrikai Köztársaság (CAF) (1) - Marokkó (MAR) (1) | - Mexikó (MEX) (1) - Németország (GER) (1) - Oroszország (RUS) (1) - Panama (PAN) (1) - Pápua Új-Guinea (PNG) (1) - Spanyolország (ESP) (1) - Tajvan (TPE) (1) - Thaiföld (THA) (1) |

### Női pehelysúly (-57kg)
16 nemzet 16 versenyzője kvalifikálta magát.
| - Chile (CHI) (1) - Egyesült Államok (USA) (1) - Egyiptom (EGY) (1) - Finnország (FIN) (1) - Franciaország (FRA) (1) - Horvátország (CRO) (1) - Japán (JPN) (1) - Kína (CHN) (1) | - Kuba (CUB) (1) - Libanon (LIB) (1) - Nagy-Britannia (GBR) (1) - Szenegál (SEN) (1) - Szerbia (SRB) (1) - Tajvan (TPE) (1) - Thaiföld (THA) (1) - Új-Zéland (NZL) (1) |

### Női váltósúly (-67kg)
16 nemzet 16 versenyzője kvalifikálta magát.
| - Ausztrália (AUS) (1) - Azerbajdzsán (AZE) (1) - Dél-Korea (KOR) (1) - Egyesült Államok (USA) (1) - Egyiptom (EGY) (1) - Elefántcsontpart (CIV) (1) - Grenada (GRN) (1) - Irán (IRI) (1) | - Kanada (CAN) (1) - Kazahsztán (KAZ) (1) - Nagy-Britannia (GBR) (1) - Németország (GER) (1) - Svédország (SWE) (1) - Szlovénia (SLO) (1) - Törökország (TUR) (1) - Vietnám (VIE) (1) |

### Női nehézsúly (+67kg)
16 nemzet 16 versenyzője kvalifikálta magát.
| - Brazília (BRA) (1) - Dél-Korea (KOR) (1) - Franciaország (FRA) (1) - Jordánia (JOR) (1) - Kambodzsa (CAM) (1) - Kazahsztán (KAZ) (1) - Kuba (CUB) (1) - Marokkó (MAR) (1) | - Mexikó (MEX) (1) - Oroszország (RUS) (1) - Nyugat-Szamoa (SAM) (1) - Szerbia (SRB) (1) - Szlovénia (SLO) (1) - Tunézia (TUN) (1) - Ukrajna (UKR) (1) - Üzbegisztán (UZB) (1) |

## Résztvevők nemzetek szerint
| Nemzetek                  | Férfi | Férfi | Férfi | Férfi | Női   | Női   | Női   | Női   | Összes |
| Nemzetek                  | F.lég | F.peh | F.vál | F.neh | N.lég | N.peh | N.vál | N.neh | Összes |
| ------------------------- | ----- | ----- | ----- | ----- | ----- | ----- | ----- | ----- | ------ |
| Afganisztán               | –     | 1     | 1     | –     | –     | –     | –     | –     | 2      |
| Algéria                   | 1     | –     | –     | –     | –     | –     | –     | –     | 1      |
| Argentína                 | –     | –     | 1     | –     | 1     | –     | –     | –     | 2      |
| Ausztrália                | 1     | –     | –     | –     | –     | –     | 1     | –     | 2      |
| Azerbajdzsán              | –     | –     | 1     | –     | –     | –     | 1     | –     | 2      |
| Brazília                  | –     | 1     | –     | –     | –     | –     | –     | 1     | 2      |
| Chile                     | –     | –     | –     | –     | –     | 1     | –     | –     | 1      |
| Costa Rica                | 1     | –     | –     | –     | –     | –     | –     | –     | 1      |
| Dél-Korea                 | 1     | –     | –     | 1     | –     | –     | 1     | 1     | 4      |
| Dominikai Köztársaság     | 1     | –     | –     | –     | –     | –     | –     | –     | 1      |
| Egyesült Államok          | –     | 1     | 1     | –     | –     | 1     | 1     | –     | 4      |
| Egyiptom                  | 1     | –     | 1     | –     | –     | 1     | 1     | –     | 4      |
| Elefántcsontpart          | –     | –     | –     | –     | –     | –     | 1     | –     | 1      |
| Finnország                | –     | –     | –     | –     | –     | 1     | –     | –     | 1      |
| Franciaország             | –     | –     | –     | –     | –     | 1     | –     | 1     | 2      |
| Gabon                     | –     | –     | –     | 1     | –     | –     | –     | –     | 1      |
| Görögország               | –     | –     | –     | 1     | –     | –     | –     | –     | 1      |
| Grenada                   | –     | –     | –     | –     | –     | –     | 1     | –     | 1      |
| Guatemala                 | –     | –     | –     | –     | 1     | –     | –     | –     | 1      |
| Hollandia                 | –     | –     | 1     | –     | –     | –     | –     | –     | 1      |
| Horvátország              | –     | –     | –     | –     | 1     | 1     | –     | –     | 2      |
| Irán                      | –     | 1     | 1     | –     | –     | –     | 1     | –     | 3      |
| Jamaica                   | –     | –     | –     | 1     | –     | –     | –     | –     | 1      |
| Japán                     | –     | –     | –     | –     | 1     | 1     | –     | –     | 2      |
| Jemen                     | 1     | –     | –     | –     | –     | –     | –     | –     | 1      |
| Jordánia                  | –     | 1     | –     | –     | 1     | –     | –     | 1     | 3      |
| Kambodzsa                 | –     | –     | –     | –     | –     | –     | –     | 1     | 1      |
| Kanada                    | –     | –     | 1     | 1     | –     | –     | 1     | –     | 3      |
| Kazahsztán                | 1     | –     | –     | –     | –     | –     | 1     | 1     | 3      |
| Kirgizisztán              | –     | –     | 1     | –     | –     | –     | –     | –     | 1      |
| Kína                      | –     | –     | –     | 1     | 1     | 1     | –     | –     | 3      |
| Kolumbia                  | 1     | –     | –     | –     | –     | –     | –     | –     | 1      |
| Közép-afrikai Köztársaság | –     | 1     | –     | –     | 1     | –     | –     | –     | 2      |
| Kuba                      | –     | –     | –     | 1     | –     | 1     | –     | 1     | 3      |
| Lengyelország             | –     | 1     | –     | –     | –     | –     | –     | –     | 1      |
| Libanon                   | –     | –     | –     | –     | –     | 1     | –     | –     | 1      |
| Malajzia                  | –     | –     | –     | 1     | –     | –     | –     | –     | 1      |
| Marokkó                   | –     | –     | 1     | –     | 1     | –     | –     | 1     | 3      |
| Mexikó                    | 1     | 1     | –     | –     | 1     | –     | –     | 1     | 4      |
| Nagy-Britannia            | –     | 1     | 1     | –     | –     | 1     | 1     | –     | 4      |
| Németország               | –     | –     | –     | –     | 1     | –     | 1     | –     | 2      |
| Nigéria                   | –     | 1     | –     | 1     | –     | –     | –     | –     | 2      |
| Olaszország               | –     | –     | 1     | 1     | –     | –     | –     | –     | 2      |
| Oroszország               | 1     | –     | –     | 1     | 1     | –     | –     | 1     | 4      |
| Örményország              | –     | –     | 1     | –     | –     | –     | –     | –     | 1      |
| Panama                    | –     | –     | –     | –     | 1     | –     | –     | –     | 1      |
| Pápua Új-Guinea           | –     | –     | –     | –     | 1     | –     | –     | –     | 1      |
| Peru                      | –     | 1     | –     | –     | –     | –     | –     | –     | 1      |
| Spanyolország             | 1     | –     | 1     | –     | 1     | –     | –     | –     | 3      |
| Svédország                | 1     | –     | –     | –     | –     | –     | 1     | –     | 2      |
| Nyugat-Szamoa             | –     | –     | –     | 1     | –     | –     | –     | 1     | 2      |
| Szenegál                  | –     | –     | –     | –     | –     | 1     | –     | –     | 1      |
| Szerbia                   | –     | 1     | –     | –     | –     | 1     | –     | 1     | 3      |
| Szlovénia                 | –     | –     | –     | 1     | –     | –     | 1     | 1     | 3      |
| Tajvan                    | 1     | –     | –     | –     | 1     | 1     | –     | –     | 3      |
| Tádzsikisztán             | –     | –     | 1     | 1     | –     | –     | –     | –     | 2      |
| Thaiföld                  | 1     | –     | –     | –     | 1     | 1     | –     | –     | 3      |
| Törökország               | –     | 1     | –     | 1     | –     | –     | 1     | –     | 3      |
| Tunézia                   | –     | –     | –     | –     | –     | –     | –     | 1     | 1      |
| Ukrajna                   | –     | 1     | –     | –     | –     | –     | –     | 1     | 2      |
| Új-Zéland                 | –     | 1     | 1     | –     | –     | 1     | –     | –     | 3      |
| Üzbegisztán               | –     | 1     | –     | 1     | –     | –     | –     | 1     | 3      |
| Vietnám                   | 1     | –     | –     | –     | –     | –     | 1     | –     | 2      |
| Összes nemzet 63          | 16    | 16    | 16    | 16    | 16    | 16    | 16    | 16    | 128    |